# Eisschnelllauf-Mehrkampfweltmeisterschaft 1991
Die 49. Mehrkampfweltmeisterschaft der Frauen wurde am 2. und 3. Februar 1991 im Hamar Stadion im norwegischen Hamar ausgetragen. Davon getrennt fand die 85. Mehrkampfweltmeisterschaft der Männer eine Woche später, am 9. und 10. Februar 1991, im Thialf im niederländischen Heerenveen statt. Die beiden Weltmeistertitel gingen an die Deutsche Gunda Kleemann und den Norweger Johann Olav Koss.

## Teilnehmende Nationen
Frauen
Das Teilnehmerfeld des Frauenmehrkampfes setzte sich aus 31 Sportlerinnen aus 15 Nationen zusammen. Die Pfeile geben an, wie sich die Mannschaftsgröße eines Landes gegenüber der vorherigen Ausgabe geändert hat.
- 4 Starterinnen:  Deutschland 1,  Niederlande
- 3 Starterinnen:  Japan ↑,  Sowjetunion ↓,  Vereinigte Staaten ↑
- 2 Starterinnen:  Italien ↑,  Kanada ↓,  Polen ↑,  Volksrepublik China ↑
- 1 Starterin:  Nordkorea ↑,  Norwegen,  Österreich,  Rumänien ↑,  Schweden,  Südkorea ↑

Insgesamt war das Feld um fünf Teilnehmerinnen größer als 1990.
Männer
Im Männermehrkampf starteten 40 Sportler aus 20 Nationen.
- 4 Starter:  Deutschland 1,  Japan,  Niederlande,  Norwegen ↑
- 3 Starter:  Österreich,  Schweden ↑
- 2 Starter:  Australien,  Polen ↑,  Südkorea ↑,  Vereinigte Staaten
- 1 Starter:  Finnland,  Frankreich ↑,  Italien,  Kanada,  Rumänien ↑,  Schweiz,  Sowjetunion ↓↓↓,  Tschechoslowakei,  Ungarn ↑,  Vereinigtes Königreich ↑

Nicht mehr vertreten im Vergleich zum Vorjahr waren Sportler aus der Volksrepublik China. Insgesamt war das Feld um drei Teilnehmer größer als 1990.

## Wettbewerb

### Frauen
In Abwesenheit der Titelverteidigerin Jacqueline Börner, die im August 1990 von einem Auto angefahren worden war und sich im Aufbautraining befand, gewann Gunda Kleemann ihren ersten Weltmeistertitel und setzte sich mit deutlichem Vorsprung gegen ihre Erfurter Vereinskollegin Heike Warnicke durch. Die Bronzemedaille ging an Lia van Schie aus den Niederlanden.
Die folgende Tabelle zeigt die 16 bestplatzierten Sportlerinnen in der Gesamtwertung der Mehrkampf-WM an, die sich für die Finalteilnahme über 5000 Meter qualifiziert haben. Die Zahl in Klammern gibt die Platzierung je Einzelstrecke an, fett gedruckt ist die jeweils schnellste Zeit.
| Rang | Name                         | 500 Meter    | 1500 Meter       | 3000 Meter       | 5000 Meter       | Gesamt- Punkte |
| ---- | ---------------------------- | ------------ | ---------------- | ---------------- | ---------------- | -------------- |
| 01   | Gunda Kleemann               | 42,47 s (4)  | 4:32,00 min (1)  | 2:09,45 min (1)  | 7:43,10 min (1)  | 177,263        |
| 02   | Heike Warnicke               | 44,37 s (17) | 4:38,70 min (2)  | 2:12,42 min (3)  | 7:53,64 min (2)  | 182,324        |
| 03   | Lia van Schie                | 44,27 s (16) | 4:40,62 min (3)  | 2:13,01 min (6)  | 7:59,02 min (5)  | 183,278        |
| 04   | Seiko Hashimoto              | 41,95 s (2)  | 4:50,81 min (17) | 2:12,68 min (5)  | 8:07,19 min (8)  | 183,363        |
| 05   | Yvonne van Gennip            | 44,62 s (21) | 4:43,45 min (6)  | 2:12,50 min (4)  | 7:57,90 min (4)  | 183,817        |
| 06   | Swetlana Schurowa-Boiko      | 45,15 s (26) | 4:41,60 min (4)  | 2:14,55 min (7)  | 7:54,39 min (3)  | 184,372        |
| 07   | Ulrike Adeberg               | 44,14 s (13) | 4:42,48 min (5)  | 2:14,85 min (9)  | 8:03,29 min (6)  | 184,499        |
| 08   | Natalja Poloskowa            | 42,73 s (6)  | 4:47,84 min (11) | 2:14,56 min (8)  | 8:18,93 min (14) | 185,449        |
| 09   | Carla Zijlstra               | 45,12 s (25) | 4:44,24 min (7)  | 2:15,08 min (10) | 8:05,40 min (7)  | 186,059        |
| 10   | Else Ragni Yttredal          | 43,86 s (10) | 4:45,22 min (9)  | 2:15,22 min (11) | 8:16,10 min (12) | 186,079        |
| 11   | Mihaela Dascălu              | 44,22 s (15) | 4:48,15 min (12) | 2:15,25 min (12) | 8:14,88 min (10) | 186,816        |
| 12   | Yumi Kaeriyama               | 44,45 s (18) | 4:49,05 min (13) | 2:15,80 min (15) | 8:15,56 min (11) | 187,447        |
| 13   | Elena Belci-Dal Farra        | 44,54 s (19) | 4:46,98 min (10) | 2:16,96 min (18) | 8:16,66 min (13) | 187,689        |
| 14   | Jelena Banadissenko-Mamajewa | 44,58 s (20) | 4:49,97 min (16) | 2:16,31 min (16) | 8:23,25 min (15) | 188,619        |
| 15   | Ye Qiaobo                    | 41,85 s (1)  | 4:54,95 min (20) | 2:15,34 min (13) | 9:05,71 min (16) | 190,692        |
| 16   | Emese Hunyady                | 52,09 s (31) | 4:44,51 min (8)  | 2:11,52 min (2)  | 8:07,43 min (9)  | 192,091        |

### Männer
Der norwegische Vorjahressieger Johann Olav Koss lief auf den beiden Langdistanzen 5000 Meter und 10.000 Meter Weltrekord und stellte auch eine Bestmarke im Mehrkampf auf. Damit setzte er sich in der Gesamtwertung vor Roberto Sighel aus Italien und dem Niederländer Bart Veldkamp durch.
Die folgende Tabelle zeigt die 16 bestplatzierten Sportler in der Gesamtwertung der Mehrkampf-WM an, die sich für die Finalteilnahme über 10.000 Meter qualifiziert haben. Die Zahl in Klammern gibt die Platzierung je Einzelstrecke an, fett gedruckt ist die jeweils schnellste Zeit.
| Rang | Name             | 500 Meter    | 5000 Meter       | 1500 Meter       | 10.000 Meter      | Gesamt- Punkte |
| ---- | ---------------- | ------------ | ---------------- | ---------------- | ----------------- | -------------- |
| 01   | Johann Olav Koss | 38,46 s (6)  | 6:41,73 min (1)  | 1:52,76 min (1)  | 13:43,54 min (1)  | 157,396        |
| 02   | Roberto Sighel   | 38,27 s (4)  | 6:49,04 min (3)  | 1:55,11 min (4)  | 14:11,63 min (6)  | 160,125        |
| 03   | Bart Veldkamp    | 39,38 s (23) | 6:46,46 min (2)  | 1:56,08 min (11) | 13:53,45 min (2)  | 160,391        |
| 04   | Leo Visser       | 38,81 s (10) | 6:50,34 min (5)  | 1:55,18 min (5)  | 14:03,10 min (3)  | 160,392        |
| 05   | Tomas Gustafson  | 38,45 s (5)  | 6:56,60 min (9)  | 1:55,66 min (9)  | 14:03,94 min (4)  | 160,860        |
| 06   | Thomas Bos       | 39,03 s (17) | 6:53,73 min (7)  | 1:55,22 min (7)  | 14:14,43 min (7)  | 161,530        |
| 07   | Danny Kah        | 38,95 s (15) | 6:53,37 min (6)  | 1:55,21 min (6)  | 14:17,70 min (8)  | 161,575        |
| 08   | Geir Karlstad    | 39,96 s (30) | 6:49,37 min (4)  | 1:56,89 min (17) | 14:08,45 min (5)  | 162,282        |
| 09   | Peter Adeberg    | 37,52 s (1)  | 7:07,60 min (28) | 1:54,23 min (2)  | 14:53,73 min (15) | 163,042        |
| 10   | Markus Tröger    | 38,86 s (13) | 6:56,75 min (10) | 1:56,24 min (12) | 14:35,70 min (12) | 163,066        |
| 11   | Uwe Tonat        | 39,90 s (29) | 6:56,95 min (11) | 1:57,66 min (22) | 14:32,93 min (11) | 164,461        |
| 12   | Keiji Shirahata  | 39,52 s (25) | 6:59,24 min (12) | 1:59,20 min (32) | 14:26,00 min (10) | 164,477        |
| 13   | Jaromir Radke    | 40,96 s (35) | 6:56,10 min (8)  | 1:58,45 min (27) | 14:23,79 min (9)  | 165,242        |
| 14   | Per Bengtsson    | 40,60 s (34) | 6:59,45 min (14) | 1:58,26 min (26) | 14:36,71 min (14) | 165,800        |
| 15   | Tōru Aoyanagi    | 47,04 s (38) | 6:59,30 min (13) | 1:54,80 min (3)  | 14:36,43 min (13) | 171,057        |
| 16   | Naoki Kotake     | 39,10 s (18) | 7:00,02 min (15) | 1:56,74 min (16) | DSQ               | 120,015        |